# ابن الشاطر
أَبُو اَلْحَسَنْ عَلَاءْ اَلدِّينْ بْنْ عَلِي بْنْ إِبْرَاهِيمْ بْنْ مُحَمَّدْ بْنْ اَلْمَطْعَمِ الدمشقي اَلْأَنْصَارِي المعروف بِابْنِ اَلشَّاطِرْ (704 هـ/1304 م-777 هـ/1375 م) ، عالم فلك ورياضيات عربي مسلم دمشقي قضى معظم حياته في وظيفة التوقيت ورئاسة المؤذنين في الجامع الأموي بدمشق. وصنع ساعة شمسية لضبط وقت الصلاة سماها «الوسيط» وضعها على إحدى مآذن الجامع الأموي. صحح نظرية بطليموس، وسبق الفلكي كوبرنيكوس فيما توصل إليه بقرون عدة، ونشر ذلك في كتابه “نهاية السؤال في تصحيح الأصول”.

## حياته وإنجازاته
ولد في دمشق، وتوفي والده وهو في السادسة من العمر، فكفله جده، ثم ابن عم أبيه وزوج خالته علي بن إبراهيم بن يوسف الذي علمه تطعيم العاج، ومنه اكتسب كنيته «المطعّم». جمع ثروة كبيرة واستغلها في التنقل بين الأمصار لتعلم الرياضيات والفلك، فاتجه إلى مدن مصر ومدن بلاد الشام، وعاد إلى دمشق وواصل علومه في الفلك وصناعة الاسطرلاب الذي نبغ فيه.
صحح ابن الشاطر المزاول الشمسية التي بقيت تتداول لعدة قرون في كل من بلاد الشام وأرجاء متعددة من الدولة العثمانية، ولبى دعوة السلطان العثماني مراد الأول بتأليف كتب تحتوي على نظريات فلكية ومعلومات جديدة. ومن ذلك قياسه زاوية انحراف دائرة البروج، وتوصله إلى نتيجة غاية في الدقة، وفي هذا يقول جورج سارتون: «إن ابن الشاطر عالم فائق في ذكائه، فقد درس حركة الأجرام السماوية بكل دقة، وأثبت أن زاوية انحراف دائرة البروج تساوي 23 درجة و31 دقيقة سنة 1365 علماً بأن القيمة المضبوطة التي توصل إليها علماء القرن العشرين بواسطة الآلات الحاسبة هي 23 درجة و31 دقيقة و19,8 ثانية.»
أهم إنجازات هذا العالم كانت تصحيحه لنظرية كلاوديوس بطليموس، التي تنص على أن الأرض هي مركز الكون، والشمس هي التي تدور حولها، وأن الأجرام السماوية كلها تدور حول الأرض مرة كل أربع وعشرين ساعة. وكان العالم كله في عهد ابن الشاطر يعتقد بصحة هذه النظرية التي لا تحتمل جدالا. ويقول ابن الشاطر: «إنه إذا كانت الأجرام السماوية تسير من الشرق إلى الغرب، فالشمس إحدى هذه الكواكب تسير، ولكن لماذا يتغير طلوعها وغروبها؟ وأشد من ذلك أن هناك كواكب تختفي وتظهر سموها الكواكب المتحيرة. لذا الأرض والكواكب المتحيرة تدور حول الشمس بانتظام، والقمر يدور حول الأرض»[بحاجة لمصدر]. وقد توصل الفلكي كوبرنيكوس إلى هذه النتيجة -التي تنسب إليه- بعد ابن الشاطر بقرون.

## علم الفلك
انتقد ابن الشاطر في أشهر كتبه «نهاية السؤال في تصحيح الأصول» النظام الفلكي البطلمي، ورفض أفكار بطليموس وغيره من علماء الإغريق حول الشمس والقمر والنجوم والكواكب، واقترح بدلاً من ذلك نموذجاً فلكياً جديداً يشبه إلى حدٍّ ما النظام الفلكي الشهير الذي وضعه لاحقاً نيكولاس كوبرنيكوس في القرن السادس عشر.
تميَّز ابن الشاطر - على عكس الفلكيين الذين سبقوه - بعدم تمسكه بالمبادئ النظرية للفلسفة الطبيعية أو علم الكونيات الأرسطي، بل سعى لإنتاج نموذج أكثر توافقاً مع الملاحظات التجريبية وعمليات الرصد الفلكي، وهكذا كان النموذج الفلكي الذي اقترحه كان أكثر اتفاقاً مع الملاحظات التجريبية والرصد الفلكي من أي نموذج سابق. ويمكن القول إنَّ أعماله تمثل نقطة تحول في علم الفلك ويمكن اعتبارها ثورة علمية قبل عصر النهضة.
لاحظ ابن الشاطر أيضاً خلال عمليات الرصد التي قام بها أنَّ المسافة بين الأرض والقمر لم تتغير بشكل جوهري كما هو مطلوب لتتوافق مع نموذج بطليموس، وبناءً عليه قام بوضع نموذج جديد ودقيق لحركة القمر يمكن اعتباره أول نموذج فلكي للقمر يتوافق مع الحسابات والرصد الفلكي.

## الأجهزة التي اخترعها ابن الشاطر
كان ابن الشاطر أول من ابتكر ساعات متساوية الطول لحساب الوقت طوال العام وذلك سنة 1371، وقد اعتمد في ابتكاره هذا على التطورات الحسابية والصناعية التي قام بها عدد من العلماء المسلمين قبله، ولم تظهر مثل هذه الساعات في العالم الغربي حتى عام 1446 على أقل تقدير.
اخترع ابن الشاطر أيضاً جهازاً لحفظ وتحديد الوقت أطلق عليه اسم «صندوق الياقوت»، وكان الهدف الرئيسي من هذا الجهاز تحديد مواعيد الصلاة بدقة ، ومن الأجهزة المهمة التي اخترعها ابن الشاطر أيضاً إسطرلاب متطور وساعات فلكية متنوعة.

## تحديد مداري عطارد والقمر

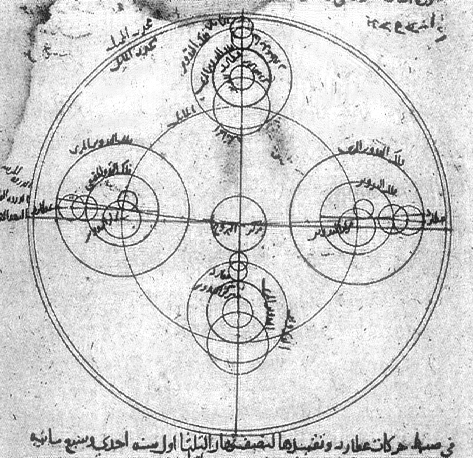
نموذج رصد ابن الشاطر لكوكب عطارد.

استفاد ابن الشاطر من الحسابات الفلكية وسجلات الرصد التابعة لمرصد مدينة مراغة الذي أسسه العالم نصير الدين الطوسي، واعتماداً على هذه السجلات وعلى عمليات الرصد التي قام بها هو نفسه استطاع أن يحدد مسارات عطارد والقمر وأن يصف حركتهما وفق نموذج فلكي بالغ الدقة، ويعد النموذجان اللذان وصفهما لحركتهما أول ابتكار فلكي حقيقي في مرحلة ما بعد بطليموس، وربما يكون الفلكي البولندي الشهير نيكولاس كوبرنيكس قد استفاد من هذين النموذجين وأدخلهما في نظامه الفلكي الذي وضعه بعد ابن الشاطر بقرن ونصف من الزمان تقريباً، وهو النظام الذي كان نقطة الانطلاق للثورة العلمية الأوروبية.
قد يعود الفضل في اكتشافات ابن الشاطر وغيره من علماء الفلك المسلمين بشكلٍ أساسي لعمليات الرصد التي كانت تجري في المراصد الفلكية المنتشرة في جميع أنحاء العالم الإسلامي، والتي حظي بعضها بدعم ورعاية الخلفاء والسلاطين المسلمين، أشهر هذه المراصد وأهمها هو مرصد مراغة الذي بناه نصير الدين الطوسي، اشتهر هذا المرصد بكثرة أجهزته وآلاته، وبراعة المشتغلين فيه ودقة عمليات الرصد التي كانت تجري فيه، ومن المراصد الأخرى: مرصد البتاني في دمشق ومرصد الدينوري في أصبهان ومرصد البيروني في حلب ومرصد أولغ بيك في سمرقند ومرصد ابن الشاطر نفسه في مدينة دمشق.

## نموذج ابن الشاطر الفلكي

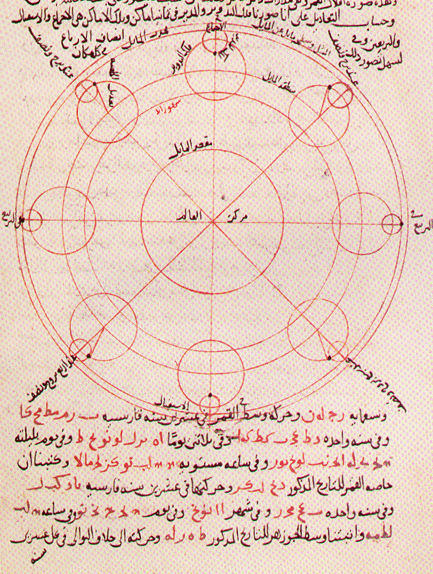
النموذج القمري لابن الشاطر.

طلب السلطان العثماني مراد الأول من ابن الشاطر موسوعةً فلكيةً شاملة تحتوي خلاصة النظريات الفلكية، وبدأ ابن الشاطر موسوعته بالقول: إن كلاً من ابن الهيثم ونصير الدين الطوسي وغيرهما من علماء العرب والمسلمين قد أبدوا شكوكهم في نظريات بطليموس ونموذجه الفلكي ولكنهم لم يقدموا بديلاً حقيقياً لها، وانطلاقاً من هذه النقطة بدأ ابن الشاطر في صياغة نموذج فلكي جديد معتمدا على التجارب وعمليات الرصد والحسابات الفلكية.
كانت نظرية بطليموس ترى خطأ فكرة أن الأرض هي مركز الكون وأن الشمس وبقية الأجرام الفلكية تدور حول الأرض مرة واحدة كل 24 ساعة، وعلى نهج بطليموس سار أغلب علماء الإغريق والرومان والمسلمين ولكن الأرصاد الفلكية التي قام بها ابن الشاطر لم تتفق مع نظرية بطليموس، وانتقد في كتبه العديد من النقاط الأساسية في نموذج كوبرنيكوس وسعى لوضع نموذج يتوافق بشكلٍ أكبر مع الحساب الفلكي وعمليات الرصد.
تأثر العديد من العلماء المسلمين بنموذج ابن الشاطر وربما يكون هذا النموذج أو بعض الأفكار الواردة فيه قد انتقلت إلى أوروبا عن طريق الترجمة وساهمت في تطور علم الفلك فيها مع بداية عصر النهضة الأوروبية الحديثة، يقول أستاذ تاريخ العلم جورج سارتون في كتابه الشهير «مدخل إلى تاريخ العلم»: إن ابن الشاطر الدمشقي عالم فلك فائق الذكاء، فقد درس حركة الأجرام السماوية بكل دقة وأثبت أن زاوية انحراف دائرة البروج تساوي 23 درجة و31 دقيقة في عام 1365م، علماً بأن القيمة الصحيحة التي توصل إليها علماء القرن العشرين بواسطة الأجهزة المتطورة والآلات الحاسبة هي: 23 درجة و31 دقيقة و8 و19 ثانية.

## جداول المواقيت الفلكية
كان علم الفلك النظري هو أهم إنجازات ابن الشاطر، بالإضافة لعدد كبير من الأجهزة التي اخترعها بنفسه، ومن أعماله المهمة أيضاً السجلات والجداول الفلكية الخاصة بالمواقيت، والتي وضعها لتحديد مواعيد شهر رمضان والحج والأعياد الإسلامية ومواقيت الصلاة، خصوصاً وأنه كان يعمل كمؤذن أيضاً، وضع ابن الشاطر جداول لمواقيت الصلاة في مكان غير محدد عند خط عرض 34 درجة قرب دمشق على غرار الجداول التي كانت موجودة في مدينة القاهرة، وقد بقيت جداول ابن الشاطر الفلكية وسجلات مواقيت الصلاة التي كتبها تستخدم في مدينة دمشق حتى القرن التاسع الميلادي على أقل تقدير.

## تأثيره على كوبرنيكوس
لاحظ العديد من العلماء أن التفاصيل الرياضية والحسابية لنموذج كوبرنيكوس الفلكي مطابقة لنموذج ابن الشاطر. وقد علق نويل سويردلو على أن نموذج كوبرنيكوس الخاص بكوكب عطارد خاطئ. وبما أنه هو نفسه نموذج ابن الشاطر فهذا يشكل أفضل دليل على أن كوبرنيكوس كان ينسخ أعماله من مصادر أخرى من دون فهم كامل. وهذا يثبت على الأقل أن الشاطر كان لهُ الأثر الكبير على أعمال كوبرنيكوس.
وقد وجد في عام 1393 هجري مخطوطات باللغة العربية في بولندا مسقط رأس كوبرنيكوس اتّضح منها أنه كان ينقل من تلك المخطوطات العربية وينسبها إلى نفسه.

## أساتذته
1. رحل إلى مكة سنة 785 هـ وأقام بها سنة، ودرس خلالها علم الحديث على يد الشيخ عبد الله بن سليمان النشاوري، وقد قرأ عليه صحيح البخاري وسمع في مكة من الشيخ جمال الدين بن ظهيرة.
2. ورحل من مكة إلى مصر عائداً فداوم على دراسة الحديث النبوي على يد العلامة الحافظ عبد الرحيم العراقي، وتلقى الفقه من الشيخ ابن الملقن والعز ابن جماعة وعليه درس الأصول وباقي العلوم الآلية كالمنهاج وجمع الجوامع وشرح المختصر والمطول.
3. ثم رحل إلى بلاد الشام والحجاز واليمن ومكة وما بين هذه النواحي.
4. وأقام في فلسطين وتنقل في مدنها يسمع من علمائها ويتعلم منهم، ففي غزة سمع من أحمد بن محمد الخليلي وفي بيت المقدس سمع من شمس الدين القلقشندي، وفي الرملة سمع من أحمد بن محمد الأيكي، وفي الخليل سمع من صالح بن خليل بن سالم، وبالجملة فقد تلقى مختلف العلوم عن جماعة من العلماء كل واحد كان رأساً في فنه كعلم القراءات وعلوم الحديث واللغة والفقه والأصول، ويذكر عن شيخه العز بن جماعة أنه قال: أقرأ في خمسة عشر علماً لا يعرف علماءُ عصري أسماءَها.[19]

## مؤلفاته
- الزيج الجديد. وهو الزيج الذي ألفه بطلب من الخليفة العثماني مراد الأول.
- إيضاح المغيب في العمل بالربع المجيب.
- مختصر العمل بالإسطرلاب، ورسالة في الإسطرلاب، ورسالة عن صنع الإسطرلاب.
- رسالة في الربع العلائي.
- تعليق الإرصاد.
- نهاية السؤال في تصحيح الأصول.
- نهاية الغايات في الأعمال الفلكيات.
- نزهة السامع في العمل بالربع الجامع.
- جدول لأرض شمال في معرفة الغاية ونصف القوس والحديد.
- رسالة في استخراج التاريخ.
- رسالة في العمل بدقائق اختلاف الآفاق المرئية.
- رسالة في العمل بالمربعة.
- رسالة في العمل بربع الشكازية.
- الأشعة اللامعة في العمل بالآلة الجامعة.
- رسالة العمل بالربع الجامع.
- كشف المغيب في الحساب بالربع المجيب.
- رسالة في قول ابن الشاطر في باب السهام.
- كتاب الجبر والمقابلة.
- المزيد المري في العمل بالجيب بغير مري.
- تحفة السامع في العمل بالربع الجامع.
- رسالة في العمل بالربع الهلالي.
- الروضات المزهرات في العمل بربع المقنطرات.
- رسالة في الهيئة الجديدة.
- رسالة في العمل بالربع المجيب بلا موري.
- تسهيل المواقيت في العمل بصندوق اليواقيت.
- النجوم الزاهرة في العمل بالربع المجيب بلا مري ولا دائرة.
- «أرجوزة في الكواكب».
- «رسالة في الأسطرلاب».
- «مختصر العمل بالأسطرلاب».
- «النفع العام في العمل بالربع التام».
- رسالة نزهة السامع في العمل بالربع الجامع".
- «رسالة كفاية القنوع في العمل بالربع المقطوع».[20]